# MP9
Pour les articles homonymes, voir MP9 (homonymie).

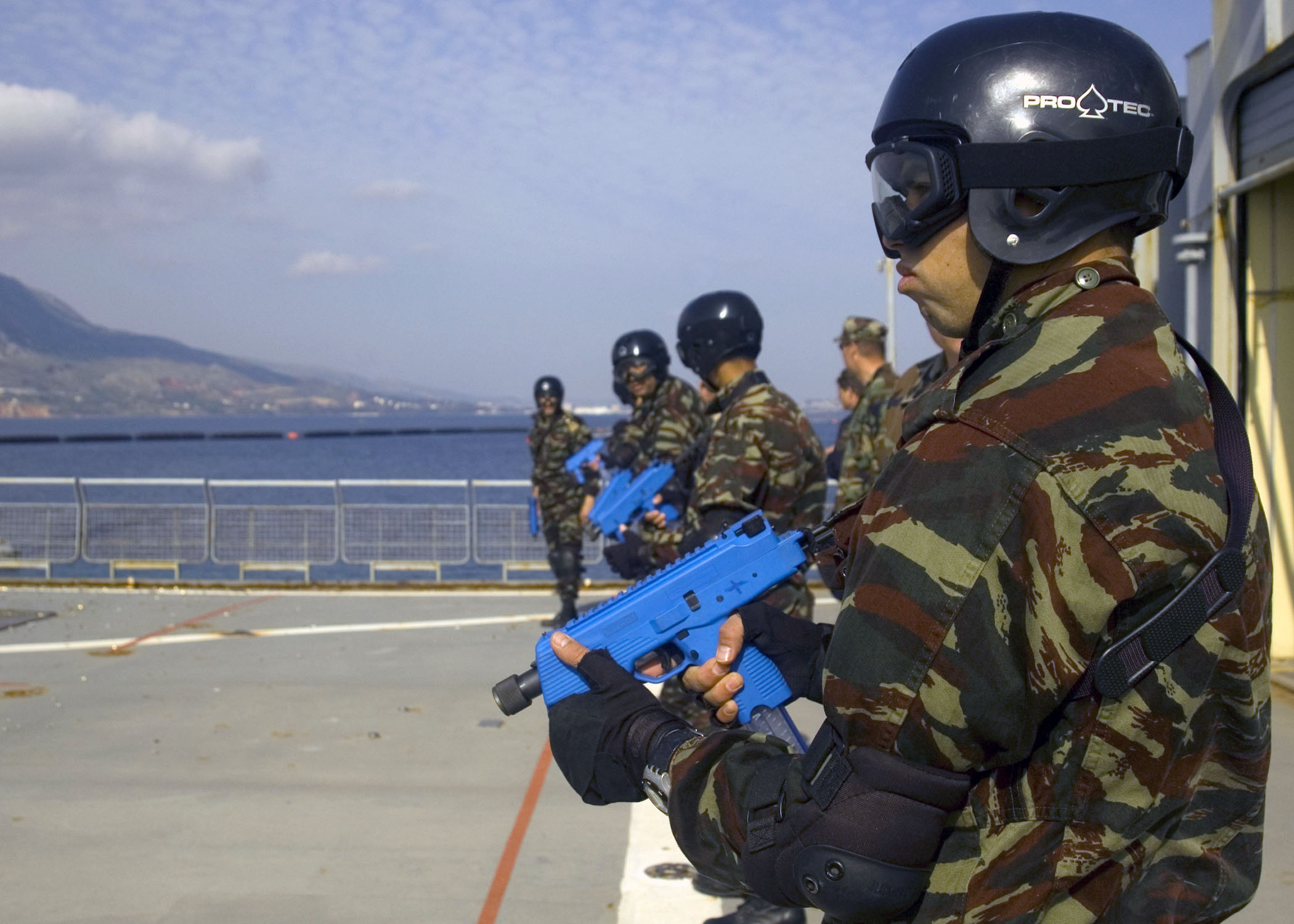
Marins marocains armés d'une version d'entrainement du B&T MP9 lors de l'exercice Phoenix Express 2009 en Grèce.

Le Brügger & Thomet MP9 (Maschinenpistole 9 mm) est un pistolet mitrailleur chambré pour la cartouche 9×19 mm Parabellum  conçu et fabriqué par l'entreprise suisse Brügger & Thomet basée à Thoune.

## Historique
L'origine du MP9 remonte au début des années 1990, lorsque l'entreprise autrichienne Steyr développe le pistolet-mitrailleur TMP (Taktische Maschinenpistole). Il s'agit d'un pistolet-mitrailleur compact, chambré pour la cartouche de 9x19mm avec un fonctionnement par culasse fermée avec retardement de l'action. Malgré ses qualités, le TMP ne trouve pas son public et Steyr en revend les brevets à Brügger & Thomet en 2001. Les armuriers suisses entreprennent une modernisation complète du TMP visant à le moderniser et à le rendre plus polyvalent, débouchant sur le MP9 (Maschinenpistole 9) qui est commercialisé à partir de 2004. Contrairement à son prédécesseur, il rencontre rapidement le succès commercial et est en service dans plus d'une dizaine de pays.

## Conception technique
En 2003, la société suisse Brugger & Thomet racheta les brevets, la licence de fabrication et l'outillage du TMP. Ses ingénieurs l'améliorèrent sensiblement, y ajoutant principalement une crosse repliable latéralement et un rail Picatinny sur le dessus de l'arme ainsi qu'une sécurité au niveau de la détente.
Le MP9 est un pistolet mitrailleur à tir sélectif. Il utilise des magasins en polymère transparent de 15, 20, 25 ou 30 coups. Il dispose de trois sécurités : une sécurité ambidextre/sélecteur de mode de tir (sécurité manuelle), une sécurité de détente et une sécurité de chute.
Le marché visé par cette évolution du TMP est celui des unités d'intervention pour lequel le B&T MP9 peut faire valoir une plus grande polyvalence. Ainsi, la portée pratique avec la crosse d'épaule est doublée, les accessoires peuvent être montés rapidement sur le rail standard et l'arme demeure assez légère pour être aussi tirée à une main en semi-automatique ce qui se révèle très utile lors de l'usage d'un bouclier tactique.

## Variantes et versions
- TP9 : TP pour « Tactical Pistol », version civil semi-automatique, parfois désignée "carabine". Sa conception est similaire au Steyr SPP, mais il se différencie essentiellement par un rail Picatinny MIL-STD-1913 installé sous le canon, devant le pontet, à la place de la poignée avant.
- TP9SF : similaire au TP9, mais à tir sélectif
- MP9-N : N pou NATO, quelques pièces internes différentes et un nouveau sélecteur
- TP9-N : version semi-automatique du MP9-N
- MP45 : chambré en .45 ACP
- MP9-FX : version d'entraînement, avec cartouche Simunition 9 mm FX
- MP9-M : version d'entraînement inerte rouge
- SPP-Austria : similaire au TP9, mais à tir sélectif , sans adaptateur compatible rotex

## Utilisateurs connus
Belgique
- Composante terre : Special Forces Group, MP9-N
- Police fédérale : Direction des Unités Spéciales

 Bulgarie
- Gendarmerie bulgare : Forces spéciales[5]

 Corée du Sud
- Force terrestre : 707th Special Mission Group (en)[3]

 Espagne
- Ertzaintza : Service spécial depuis 2008[6]

 États-Unis
- United States Navy
- United States Marine Corps
- Police : plusieurs SWAT dont celui du Lake County Sheriff's Department (Indiana) (en)[7]
- United States Marshals Service

 France
- Police nationale
  - GIPN[8]
  - GSPR[9]

 Inde
- Armée de terre indienne :
  - Ghatak Platoons (en) : 1 568 MP9 commandé en 2012
  - Para (Special Forces) (en)
- Marine indienne :
  - Marine Commando Force (MCF)
- Polices : Mumbai Police (en), Punjab Police (en), Odisha Police (en)

 Indonésie
- Force terrestre indonésienne : Kopassus
- Marine indonésienne
  - Taifib (en) du Corps des fusiliers marins indonésiens[10]
  - KOPASKA (en)
- Presidential Security Force of Indonesia (en)

 Israël
- Marine israélienne : Snapir (de)

 Liban
- Garde républicaine (en)[3]

 Macao
- Public Security Police Force of Macau (en) : Special Operations Group

 Malaisie
- Force aérienne royale de Malaisie : PASKAU (en)
- Marine royale malaisienne : PASKAL

 Maroc
- Marine royale : Groupe d'intervention de la Marine Royale (GIMR)

 Pays-Bas
- Force aérienne royale néerlandaise : PDW des équipages en cas d’éjection[11]
- Maréchaussée royale : Brigade Speciale Beveiligingsopdrachten (en) (BSB)[3]

 Philippines
- Police : SWAT

 Pologne
- Gendarmerie militaire polonaise : Unités spéciales de la police militaire (pl)
- Garde présidentielle[3]

 Portugal
- Armée portugaise : parachutiste (en)
- Garde nationale républicaine

 République dominicaine
- Groupe de protection présidentielle

 Russie
- Service fédéral de sécurité : Groupe Alpha[3]

 Arabie saoudite
- Forces spéciales

 Singapour
- Special Operations Task Force (en)

 Suisse
- Armée suisse : MP9-N désigné Pistolet-mitrailleur 14 (Pm 14) / Machinenpistole 14 (Mp 14), introduit comme arme de défense personnelle (PDW)[3]
- Plusieurs corps de police, dont Bâle-Campagne

 Thaïlande
- Department of Special Investigation (en) (DSI)

 Ukraine
- Service de sécurité d'Ukraine : Groupe Alpha